# یواس‌اس مارتین (۱۸۶۴)
یواس‌اس مارتین (۱۸۶۴) (به انگلیسی: USS Martin (1864)) یک کشتی بود که طول آن ۴۵ فوت ۳ اینچ (۱۳٫۷۹ متر) بود. این کشتی در سال ۱۸۶۴ ساخته شد.